# Space Captain
Space Captain es el tercer álbum en directo del músico británico Joe Cocker, publicado por la compañía discográfica Polydor Records en 1976. El álbum incluye una selección de canciones grabadas en directo durante distintos conciertos en los Estados Unidos con Mad Dogs & Englishmen en 1970 y con The Chris Stainton Band en 1972. Fue originalmente publicado en países europeos como Francia e Italia en 1976 y reeditado en 1982.

## Lista de canciones
1. "Honky Tonk Woman" (Mick Jagger, Keith Richards) – 4.15
2. "Cry Me A River" (Arthur Hamilton) – 3.52
3. "St. James Infirmary" (Joe Primrose) – 6.15
4. "Hitchcock Railway" (Don Dunn, Tony McCachen) – 3.51
5. "Dear Landlord" (Bob Dylan) – 3.27
6. "Space Captain" (Matthew Moore) – 5.01
7. "She Came In Through the Bathroom Window" (John Lennon, Paul McCartney) – 2.54
8. "High Time We Went" (Cocker, Chris Stainton) – 3.52
9. "Love The One You're With" (Stephen Stills) – 6.36
10. "Midnight Rider" (Gregg Allman) – 4.53
11. "The Letter" (Wayne Carson Thompson) – 4.45
12. "Delta Lady" (Leon Russell) – 5.50